# Marjan Mozetich
Marjan Mozetich (* 7. Januar 1948 in Gorizia/Friaul-Julisch Venetien, Italien) ist ein kanadischer Komponist und Musikpädagoge.

## Leben
Der Sohn jugoslawischer Eltern wurde 1948 im italienischen Gorizia geboren, wuchs ab 1952 in Kanada auf und erhielt 1957 die kanadische Staatsbürgerschaft. Ab dem neunten Lebensjahr hatte er in Hamilton Klavierunterricht bei Reginald Redford. An der Universität Toronto studierte er Komposition bei Lothar Klein und John Weinzweig und Klavier bei Margaret Parsons und Clifford Poole. 1972 erhielt er den Bachelorgrad und am Konservatorium von Toronto das Diplom im Fach Klavier. Während seiner Studienzeit organisierte er Konzerte, bei denen Kompositionen von Studenten aufgeführt wurden, und 1971 zählte er neben Robert Bauer, John Fodi, Clifford Ford, Gary Hayes und Alex Pauk zu den Gründern des Ensembles ARRAY, das sich der Interpretation von Werken junger kanadischer Komponisten widmete, und dessen künstlerischer Leiter er von 1977 bis 1979 war.
Mit Unterstützung des Canada Council of the Arts setzte Mozetich 1973–74 seine Ausbildung bei Luciano Berio in Rom, Franco Donatoni in Siena und David Bedford in London fort. Nach seinem Engagement bei ARRAY arbeitete er in der Musikbibliothek der Universität Toronto, danach wirkte er als freiberuflicher Komponist. 1995 wurde sein künstlerisches Schaffen im Rahmen des Musikfestivals für postmoderne Musik des Konservatoriums von Gent in Belgien vorgestellt. Von 1991 bis 2018 unterrichtete er Komposition an der Queen’s University in Kingston/Ontario.

## Werke
- Changes für Streichquartett, 1971
- Provocations für Flöte, Sopran, Cello und Klavier, 1972
- Inertia für Flöte, Bass, Geige Bratsche und Kontrabass, 1972
- Maya für Klavier, 1973
- Serenata del nostro tempo für zwei Geigen, Bratsche, Cello und Kontrabass, 1973–74
- Disturbances für Bratsche, 1974
- Nocturne für Streichorchester, 1975
- It’s in the air für Streichquintett, 1975 (2. Preis beim Gaudeamus-Wettbewerb)
- Rush-hour blues für Flöte, Oboe, Cello, zwei Klavier und Schlagzeug, 1976
- A veiled dream für Flöte, Bratsche und Harfe, 1977
- Ice für Flöte, Viola, Posaune und Klavier, 1977
- Apparition für Cembalo, Harfe und Klavier, 1978, 2000
- Procession für Klarinette, Horn, Fagott, Violine, Viola, Cello und Kontrabass, 1979
- Survival für Viola, 1979, 2016
- Dancing Strings für Viola und Klavier, 1980
- Dance of the Blinds für Akkordeon und Streichtrio, 1980
- El Dorado für Harfe und Streichorchester, 1981
- Symphony 1: Romantic Rhapsody für Orchester, 1982–83
- Trio in Jest für Klarinette, Viola und Klavier, 1983
- Sonata für Flöte und Harfe, 1984
- Three Pieces für Klavier, 1984
- Baroque Diversions für Viola, 1985 (UA mit Rivka Golani)
- Desire at Twilight für Violine und Klavier, 1986
- Death and the Morning Star für Bariton, Chor und Orchester, 1987
- Angels in Flight für Flöte, Klarinette, Harfe und Streichquartett, 1987
- Death & the Morning Star für Bariton, Chor und Orchester, 1987
- Fantasia...sul linguaggio perduto für Flöte und Violine oder Viola und Cello, 1981, für Streichorchester, 1988
- Song of Nymphs für Harfe, 1988 (UA mit Erica Goodman)
- Night Watch für Sopran und Gamelanensemble, 1990
- Oboe Concerto für Oboe und Streichorchester, 1991 (UA mit Suzanne Lemieux)
- Calla Lilies für Oboe und Streichorchester, 1991
- Lament in the trampled Garden für Streichquartett, 1992
- Solos für Holzbläserquintett, 1993
- Five Pieces für Gitarre, 1993 (UA mit Paul Bernard)
- Passion of Angels für zwei Harfen und Orchester, 1995
- L’ésprit chantant für Violine und Klavier, 1995
- Postcard from the Sky für Streichorchester, 1996
- Triple Concerto für Oboe, Englischhorn und Bassoboe und Streichorchester, 1996
- Affairs of the Heart, Konzert für Violine und Streichorchester, 1997 (UA mit Juliet Kang)
- Time to leave für Violine, Klarinette, Trompete, Bass, Marimba und Klavier, 1997
- Odes of the Americas für Fagottquartett, 1997
- Hymn of Ascension für Streichquartett und Orgel oder Harmonium, 1998
- Songline to Heaven & Dance to Earth für Streichorchester, 1999
- Piano Concerto für Klavier und Orchester, 2000 (UA mit Janina Fialkowska)
- Duet in Blue für Flöte oder Violine und Fagott oder Cello, 2000
- Youth’s Concerns für vierstimmigen gemischten Chor, 2000
- Steps to Ecstasy für Orchester, 2001
- At the Temple für Klavier, 2001–02
- Goodbye my Friend für Flöte, Viola und Harfe, 2002
- Basson Concerto für Fagott,  Marimba und Streichorchester, 2003 (UA mit Michael Sweeney)
- Kingston Sketches für Orchester, 2004
- Love you forever für Erzähler/Sänger, Violine, Oboe, Cello und Akkordeon nach einem Kinderbuch von Robert Munsch, 2005
- Ode to Tallis für vierstimmigen gemischten Chor, 2005
- Scales of Joy and Sorrow für Klaviertrio, 2007
- String Quartet No. 2, 2008
- Under the watchful Sky, drei Lieder für Mezzosopran und Orchester, 2009–10
- Flying Swans für vierstimmigen gemischten Chor, Klarinette, Viola oder Veena und Cello, 2010
- Procession of Duos für Orchester, 2011
- Viola Concerto für Viola, Vibraphon und Streichorchester, 2013
- Sweat Water Sea für vierstimmigen gemischten Chor, 2013
- Tremors (Tremblement) für Klavier, 2014
- Svet (Sanctus) für Männeroktett, 2014
- Enchantment of Gwendolyn für Mezzosopran und Klavier, 2015
- Descent - Ascent für Orgel, 2015–16
- Songs og Whitman für Tenor oder Sopran und Streichquartett, 2016
- Cello Concerto für Cello und Orchester, 2018